# Head German Masters Series 2012

Logo der Head German Masters Series

Die German Masters Series 2012 umfasste insgesamt 65 Tennisturniere, davon 36 Herrenturniere und 29 Damenturniere.
Die Turnierserie wurde vom 1. Dezember 2011 bis zum 30. November 2012 gespielt, entsprach also nicht dem Kalenderjahr.

## Herren
| Turnierort           | Name                                                                              | Preisgeld     | Serie/Veranstalter                                   | Beginn     | Ende       | Turnier-ID |
| -------------------- | --------------------------------------------------------------------------------- | ------------- | ---------------------------------------------------- | ---------- | ---------- | ---------- |
| Biberach             | Nationale Deutsche Tennismeisterschaften der Damen und Herren 2011                |               | Deutscher Tennis Bund                                | 04.12.2011 | 11.12.2011 | 19224111   |
| Kiel                 | 14. Offenes Weihnachtsturnier 2011                                                | € 5.000       | TV S-H Holding GmbH                                  | 27.12.2011 | 30.12.2011 | 12012210   |
| Schwieberdingen      | Südwestbank Tennis Grand Prix                                                     | $ 10.000      | ITF Men’s Circuit                                    | 08.01.2012 | 15.01.2012 | 19192112   |
| Stuttgart-Stammheim  | Int. Württembergische Hallenmeisterschaften 2012                                  | $ 10.000      | ITF Men’s Circuit                                    | 15.01.2012 | 22.01.2012 | 19194112   |
| Kaarst               | Segro International                                                               | $ 15.000      | ITF Men’s Circuit                                    | 22.01.2012 | 29.01.2012 | 19186112   |
| Nußloch              | MLP-Cup 2012                                                                      | $ 15.000      | ITF Men’s Circuit                                    | 29.01.2012 | 05.02.2012 | 19015412   |
| Leimen               | Nationales Herren Preisgeldturnier                                                | € 5.000       | Nationales Preisgeldturnier                          | 16.02.2012 | 19.02.2012 | 1248111    |
| Wolfsburg            | Volkswagen ATP Challenger 2012                                                    | € 30.000 + H  | ATP-Challenger                                       | 18.02.2012 | 26.02.2012 | 19168112   |
| Aschaffenburg        | 29. TVA Tennis-Kalkan Cup 2012                                                    | € 12.500      | Nationales Preisgeldturnier                          | 10.04.2012 | 15.04.2012 | 2370010    |
| Hofkirchen           | 27. Hofkirchener Tennisturnier „Troiber Cup“ 2012                                 | € 10.000      | Nationales Preisgeldturnier                          | 25.05.2012 | 28.05.2012 | 2512110    |
| Fürth                | Franken Challenge 2012                                                            | € 30.000 + H  | ATP-Challenger                                       | 02.06.2012 | 10.06.2012 | 19194312   |
| Leipzig              | 14. Internationale Sächsische Meisterschaften / LEIPZIG OPEN 2012                 | € 10.200      | Nationales Preisgeldturnier                          | 14.06.2012 | 17.06.2012 | 16112210   |
| München-Unterföhring | SportScheck Open 2012 by Signum Pro                                               | $ 10.000      | ITF Men’s Circuit                                    | 10.06.2012 | 17.06.2012 | 19228112   |
| Köln                 | SommerCup Köln                                                                    | $ 10.000      | ITF Men’s Circuit                                    | 17.06.2012 | 24.06.2012 | 19178112   |
| Forchheim            | 13. TC Forchheim Open 2012 Herren                                                 | € 5.000       | Nationales Preisgeldturnier                          | 28.06.2012 | 01.07.2012 | 2148210    |
| Marburg              | Marburg Open 2012                                                                 | € 30.000 + H  | ATP-Challenger                                       | 23.06.2012 | 01.07.2012 | 19170112   |
| Römerberg            | 21. Römerberg Open, Buddeberg-Cup                                                 | $ 10.000      | ITF Men’s Circuit                                    | 24.06.2012 | 01.07.2012 | 19180112   |
| Pforzheim            | 22. Int. Badische Meisterschaften / 30. Goldstadtpokalturnier                     | € 5.000       | Nationales Preisgeldturnier                          | 02.07.2012 | 07.07.2012 | 1164412    |
| Braunschweig         | Sparkassen Open 2012                                                              | € 106.500 + H | ATP-Challenger                                       | 30.06.2012 | 08.07.2012 | 19172112   |
| Kassel               | Wilhelmshöhe Open                                                                 | $ 15.000 + H  | ITF Men’s Circuit                                    | 01.07.2012 | 08.07.2012 | 19144112   |
| Trier                | Bitburger Tennis Grand Prix Trier 2012                                            | $10.000       | ITF Men’s Circuit                                    | 08.07.2012 | 14.07.2012 | 19015712   |
| Kamp-Lintfort        | Kamp-Lintfort Open 2012                                                           | € 6.000       | Nationales Preisgeldturnier TC BW Kamp-Lintfort e.V. | 11.07.2012 | 15.07.2012 | 7160010    |
| Hannover             | Gottfried von Cramm Cup                                                           | $ 10.000      | ITF Men’s Circuit                                    | 15.07.2012 | 22.07.2012 | 19228212   |
| Oberstaufen          | Oberstaufen Cup 2012                                                              | € 30.000 + H  | ATP-Challenger                                       | 21.07.2012 | 29.07.2012 | 19174112   |
| Dortmund             | 7. Internationaler apano Cup um die Internationalen Westfälischen Meisterschaften | $ 10.000      | ITF Men’s Circuit                                    | 22.07.2012 | 29.07.2012 | 19176112   |
| Schliersee           | Internationales Sixtus-Turnier                                                    | € 5.000       | Nationales Preisgeldturnier                          | 25.07.2012 | 29.07.2012 | 2211211    |
| Wetzlar              | Wetzlar Open 2012                                                                 | $ 10.000      | ITF Men’s Circuit                                    | 29.07.2012 | 04.08.2012 | 19162112   |
| Kaltenkirchen        | 15. Horst Schröder Pokal                                                          | € 5.750       | Nationales Preisgeldturnier                          | 02.08.2012 | 05.08.2012 | 12011012   |
| Friedberg/Bay.       | Friedberg Open                                                                    | $ 10.000      | ITF Men’s Circuit                                    | 05.08.2012 | 12.08.2012 | 19162212   |
| Borkum               | Borkum Open – 101 Jahre Bäderturnier                                              |               |                                                      | 07.08.2012 | 12.08.2012 | 08503012   |
| Waging am See        | 40. Waginger See Pokal                                                            | € 5.000       | Nationales Preisgeldturnier                          | 15.08.2012 | 19.08.2012 | 2485412    |
| Karlsruhe            | Karlsruhe Open 2012                                                               | $ 10.000      | ITF Men’s Circuit                                    | 12.08.2012 | 19.08.2012 | 19188112   |
| Überlingen           | Überlingen Open                                                                   | $ 10.000      | ITF Men’s Circuit                                    | 19.08.2012 | 26.08.2012 | 19164112   |
| Kenn                 | Mosel Open                                                                        | $ 10.000      | ITF Men’s Circuit                                    | 26.08.2012 | 02.09.2012 | 19190112   |
| Sonthofen im Allgäu  | Sonthofen Open                                                                    | € 5.000       | Nationales Preisgeldturnier                          | 06.09.2012 | 09.09.2012 | 2159510    |
| Hambach              | Dittelbrunn Open 2012                                                             | $ 10.000      | ITF Men’s Circuit                                    | 23.09.2012 | 30.09.2012 | 19164312   |
| Leimen               | Vredestein Cup                                                                    | $ 10.000      | ITF Men’s Circuit                                    | 30.09.2012 | 07.10.2012 | 19146212   |
| Essen                | HEAD-GMS Essen                                                                    | $ 10.000      | ITF Men’s Circuit                                    | 07.10.2012 | 14.10.2012 | 19228312   |
| Bad Salzdetfurth     | 6. NTV-ITF-Future 2012                                                            | $ 10.000      | ITF Men’s Circuit                                    | 14.10.2012 | 21.10.2012 | 19228612   |
| Eckental             | Bauer Watertechnology Cup 2012                                                    | € 30.000 + H  | ATP-Challenger                                       | 27.10.2012 | 04.11.2012 | 19194412   |

## Damen
| Turnierort          | Name                                                                        | Preisgeld    | Serie/Veranstalter                                   | Beginn     | Ende       | Turnier-ID |
| ------------------- | --------------------------------------------------------------------------- | ------------ | ---------------------------------------------------- | ---------- | ---------- | ---------- |
| Biberach            | Nationale Deutsche Tennismeisterschaften der Damen und Herren 2011          |              | Deutscher Tennis Bund                                | 04.12.2011 | 11.12.2011 | 19224111   |
| Kiel                | 14. Offenes Weihnachtsturnier 2011                                          | € 3.500      | TV S-H Holding GmbH                                  | 27.12.2011 | 30.12.2011 | 12012210   |
| Stuttgart-Stammheim | Int. Württembergische Hallenmeisterschaften 2012                            | $ 10.000     | ITF Women’s Circuit                                  | 15.01.2012 | 22.01.2012 | 19194112   |
| Kaarst              | Segro International                                                         | $ 10.000     | ITF-Women´s Circuit                                  | 22.01.2012 | 29.01.2012 | 19186112   |
| Leimen              | Int. Badische Meisterschaften der Damen                                     | $ 10.000     | ITF Women’s Circuit                                  | 12.02.2012 | 19.02.2012 | 19184112   |
| Wiesbaden           | Wiesbaden Tennis Open                                                       | $ 10.000     | ITF Women’s Circuit                                  | 29.04.2012 | 06.05.2012 | 19154112   |
| Bad Saarow          | Bad Saarow Ladies Open                                                      | $ 10.000     | ITF Women’s Circuit                                  | 06.05.2012 | 13.05.2012 | 19228512   |
| Leipzig             | 14. Internationale Sächsische Meisterschaften / LEIPZIG OPEN 2012           | € 10.200     | Nationales Preisgeldturnier                          | 14.06.2012 | 17.06.2012 | 16112210   |
| Köln                | SommerCup Köln                                                              | $ 10.000     | ITF Women’s Circuit                                  | 17.06.2012 | 24.06.2012 | 19178112   |
| Forchheim           | 10. Toni Open TC Forchheim 2012 Damen                                       | € 5.000      | Nationales Preisgeldturnier                          | 28.06.2012 | 01.07.2012 | 2148010    |
| Stuttgart-Vaihingen | Int. Württ. Damen-Tennis-Meisterschaften um den Stuttgarter Stadtpokal 2012 | $ 25.000     | ITF Women’s Circuit                                  | 25.06.2012 | 01.07.2012 | 19012312   |
| Pforzheim           | 22. Int. Badische Meisterschaften / 30. Goldstadtpokalturnier               | € 3.500      | Nationales Preisgeldturnier                          | 02.07.2012 | 07.07.2012 | 1164412    |
| Versmold            | Reinert Open 2012                                                           | $ 50.000     | ITF Women’s Circuit                                  | 01.07.2012 | 08.07.2012 | 19158112   |
| Kamp-Lintfort       | Kamp-Lintfort Open 2012                                                     | € 3.500      | Nationales Preisgeldturnier TC BW Kamp-Lintfort e.V. | 11.07.2012 | 15.07.2012 | 7160010    |
| Aschaffenburg       | 5. Schönbusch Open powered by Brandt & Partner                              | $ 25.000     | ITF Women’s Circuit                                  | 08.07.2012 | 15.07.2012 | 19156112   |
| Darmstadt           | Tennis International                                                        | $ 25.000     | ITF Women’s Circuit                                  | 15.07.2012 | 22.07.2012 | 19012712   |
| Horb                | BMW AHG Cup 2012                                                            | $ 10.000     | ITF Women’s Circuit                                  | 23.07.2012 | 29.07.2012 | 19013712   |
| Schliersee          | Internationales Sixtus-Turnier                                              | € 3.500      | Nationales Preisgeldturnier                          | 25.07.2012 | 29.07.2012 | 2211211    |
| Kaltenkirchen       | 15. Horst Schröder Pokal                                                    | € 4.250      | Nationales Preisgeldturnier                          | 02.08.2012 | 05.08.2012 | 12011012   |
| Bad Saulgau         | Knoll Open 2012                                                             | $ 25.000     | ITF Women’s Circuit                                  | 30.07.2012 | 05.08.2012 | 19014012   |
| Hechingen           | Ladies Open 2012                                                            | $ 25.000     | ITF Women’s Circuit                                  | 05.08.2012 | 12.08.2012 | 19014212   |
| Oberkirch           | 14. Sparkassen-Renchtalcup                                                  | € 6.500 + H  | Nationales Preisgeldturnier                          | 09.08.2012 | 12.08.2012 | 1141112    |
| Ratingen            | M2Beauté Open Ratingen                                                      | $10.000      | ITF Women’s Circuit                                  | 12.08.2012 | 19.08.2012 | 19206112   |
| Braunschweig        | Braunschweig Women´s Open 2012                                              | $ 10.000     | ITF Women’s Circuit                                  | 19.08.2012 | 26.08.2012 | 19160112   |
| Oppau-Ludwigshafen  | 8. Head German Masters Oppau                                                | € 3.500      | Nationales Preisgeldturnier                          | 23.08.2012 | 26.08.2012 | 10159612   |
| Mannheim            | 23. Franco Troncone Damen-Tennis-Turnier                                    | € 5.000      | Nationales Preisgeldturnier                          | 06.09.2012 | 09.09.2012 | 01108812   |
| Leimen              | Offene Badische Hallenmeisterschaften der Damen                             | € 3.500      | Nationales Preisgeldturnier                          | 04.10.2012 | 07.10.2012 | 1212110    |
| Ismaning            | ITF-Büschl Open supported by DTB-Partner                                    | $ 75.000 + H | ITF Women’s Circuit                                  | 21.10.2012 | 28.10.2012 | 19202112   |